# Василь Данилов (плавець)
Василь Данилов (13 грудня 1988) — киргизький плавець.
Учасник Олімпійських Ігор 2004, 2008 років.